# Eptesicus hottentotus
Eptesicus hottentotus é uma espécie de morcego da família Vespertilionidae. Pode ser encontrado no Quênia, Zâmbia, Maláui, Moçambique, Zimbábue, Namíbia, África do Sul e Lesoto.